# Бурдеа (Арђеш)
Бурдеа (рум. Burdea) насеље је у Румунији у округу Арђеш у општини Калдарару. Oпштина се налази на надморској висини од 180 m.

## Становништво
Према подацима из 2002. године у насељу је живело 744 становника, од којих су сви румунске националности.